# 特斯拉破壞浪潮

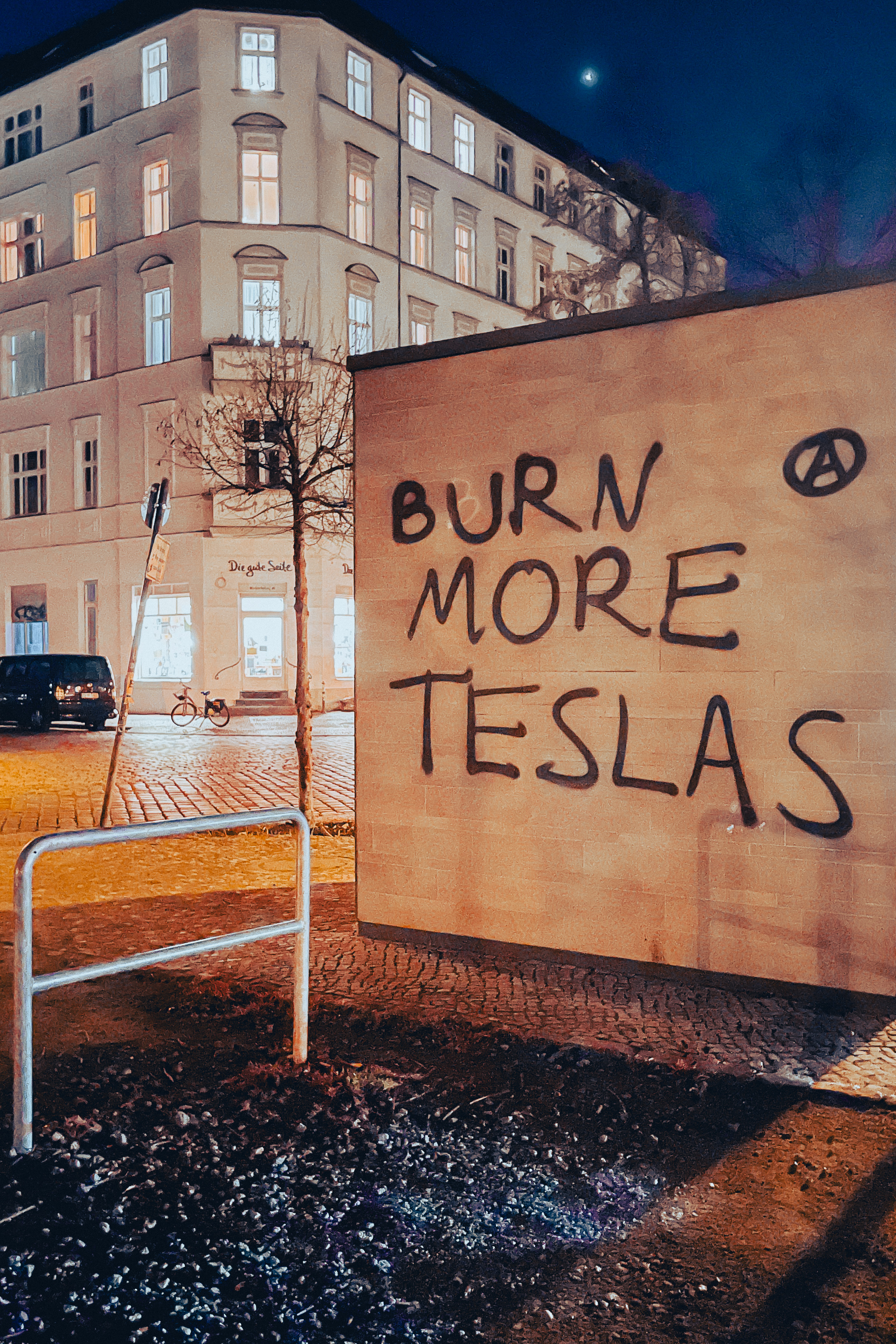
2025年1月，德國柏林的「燒掉更多特斯拉」塗鴉

自2025年初起，針對特斯拉公司財產的破壞行為明顯增多，涉及的目標包括其電動車、經銷門市及充電設施。這些破壞事件是反對特斯拉擁有者伊隆·馬斯克的一連串示威行動的一部分，而馬斯克同時亦是美國政府效率部的領導人物。大多數案件發生在美國，其餘則分別在加拿大、法國、英國及紐西蘭出現零星報告。
聯邦調查局與美國司法部長帕姆·邦迪將事件定性為本土恐怖主義；而美國總統當勞·特朗普更呼籲將涉案人士送往薩爾瓦多服刑。馬斯克曾聲稱，破壞行動背後有資金支援及組織策劃，但聯邦調查局及煙酒槍炮及爆裂物管理局則表示，暫未發現任何顯示襲擊行動經過協調的證據。

## 事件

### 美國

#### 中西部
在伊利諾伊州布法洛格羅夫，一名女子因於特斯拉經銷商外塗鴉而被捕。堪薩斯州威奇托一名特斯拉車主報稱，其車輛在餐廳外被一名男子以鑰匙刮花。密蘇里州堪薩斯城一間特斯拉經銷商則有多輛特斯拉賽博越野旅行車被縱火焚毀。明尼蘇達州布盧明頓一名女子在停車場刮花一輛特斯拉時被拍下影片，事後她主動自首並願意賠償，當局遂決定不提出檢控。北達科他州西法戈一宗類似事件亦有疑犯被捕。
在密歇根州西部，一名特斯拉賽博越野旅行車車主3月初報警，指有人於其車身噴上「FUCK OFF NAZI」（滾開納粹）字樣。同月10日，肯特伍德有5輛特斯拉賽博越野旅行車被破壞，其中一輛更被噴上「Nazis always lose」（納粹總是輸）的字句。

#### 東北部
3月3日，麻薩諸塞州利特爾頓一個購物中心外的數個特斯拉充電站遭縱火。戴德姆一間經銷商被接連破壞於2月26日曾發生塗鴉事件，至3月再有兩輛特斯拉賽博越野旅行車被噴漆，一輛特斯拉Model S的所有輪胎亦被刺穿。布魯克萊恩一名男子因涉嫌在特斯拉車上張貼與馬斯克有關的貼紙被捕。
紐約州錫拉丘兹一名特斯拉車主報稱，自己在戲院期間，其車輛被人寫上「This car supports Nazis」（這輛車支持納粹）字句。3月6日，兩名男子在紐約市曼哈頓下城一輛特斯拉賽博越野旅行車上噴上納粹符號，紐約市警察局已將案件列為仇恨罪案展開調查。
3月23日，賓夕凡尼亞州巴克斯縣紐敦鎮一間餐廳外，一名疑為未成年人士於一輛特斯拉賽博越野旅行車車身劃出刮痕，警方正就事件作進一步調查。

#### 南部
3月2日，馬利蘭州奧因斯磨坊一間特斯拉經銷商遭人噴上塗鴉，事件發生在該地點舉行抗議集會的翌日。華盛頓特區警方表示，正通緝一男一女，兩人涉嫌在至少兩輛特斯拉上塗寫內容未明的「政治仇恨字句」。北卡羅來納州加納一輛特斯拉車身被人刻上「NAZI」（納粹）字樣。奧克拉荷馬州塔爾薩警方則指，一名蒙面者於一輛特斯拉賽博越野旅行車車身噴上同樣字句。
在南卡羅來納州北查爾斯頓，聯邦執法部門起訴一名男子縱火，指其涉嫌以汽油彈焚毀特斯拉充電站，並在附近牆面噴上「Fuck Trump, long live Ukraine」（操你特朗普，烏克蘭萬歲）字句。3月24日，奧斯汀警方接報指特斯拉展示廳內發現可疑裝置，當地炸彈小隊證實該些裝置為燃燒彈。3月25日，德克薩斯州特克薩卡納一名男子被捕，因破壞多輛特斯拉而被控重罪，當中一輛車的車載影片顯示疑犯駕駛小型四輪車撞向停泊於餐廳外的特斯拉。
3月29日，佛羅里達州阿文圖拉一名女子因將一團口香糖黏在特斯拉車門把手上而被捕，並被控以重罪刑事毀壞罪。車主表示，事件反映「我們國家遺憾地出現分裂，一些人無法容納與自己意見不同的觀點。」

#### 西部
3月22日，加利福尼亞州柏克萊一名男子因涉嫌向示威者發射電擊槍被警方拘捕，事件中無人受傷。示威者表示，該名男子曾多次試圖干擾早前的抗議行動，最終在被示威者制服後交由警方處理。4月6日，克洛維斯一間雜貨店外有一輛特斯拉的輪胎遭人劃破。
聖荷西警方拘捕一名男子，該人被拍到用鑰匙刮花一輛特斯拉。恩西尼塔斯一間特斯拉經銷商及多輛車輛遭人噴上納粹標誌。維斯塔有一輛停泊在住宅車道的特斯拉被人打爛側鏡。在柏克萊的全食超市停車場內，有人被拍到在特斯拉車身上噴漆。3月29日，諾瓦托一戶人家門外的特斯拉賽博越野旅行車遭人破壞，疑犯除了劃破車胎，還向車輛擋風玻璃擲石頭。
3月7日，科羅拉多州拉夫蘭一間特斯拉經銷商遭汽油彈襲擊，一人被捕。警方表示，月初曾有另一宗針對同一地點的破壞案，但兩宗事件似乎無關連。科羅拉多泉警方指，2025年以來接獲兩宗涉及特斯拉車輛破壞的報案。
4月2日至3日深夜，愛達荷州默里迪恩有一間經銷商及16輛特斯拉賽博越野旅行車被噴上塗鴉。
在內華達州恩特普賴斯，一間特斯拉經銷商內有多輛車輛遭縱火，聯邦調查局表示正展開調查。一名36歲居於拉斯維加斯的男子被捕，並面對聯邦指控。
俄勒岡州塞勒姆一間特斯拉經銷商停車場於1月有車輛被縱火焚毀。2月期間，同一間經銷商再遭槍擊，窗戶中彈。一名疑犯被捕，現正面對聯邦起訴。泰格德的特斯拉經銷商3月亦遇槍擊，當時有保安在場，未有人受傷。波特蘭有一輛特斯拉被人噴上「Nazi」字樣，此外，波特蘭一名男子因使用雷射筆照射特斯拉員工意圖令其失明而被捕。尤金則有兩輛特斯拉被人噴上「Divest」（撤資）及「Depose」（免職）標語。華盛頓州西雅圖有4輛特斯拉賽博越野旅行車在火災中受損。
3月22日，懷俄明州石泉城有4個特斯拉充電器遭人噴上納粹標誌。

### 加拿大
溫哥華警方拘捕一名男子，涉嫌於1月1日至3月21日期間多次破壞一間特斯拉經銷商，包括在建築物上噴寫粗言穢語。在滿地可，警方拘捕兩名激進組織成員，指他們涉嫌在一間經銷商外牆噴漆示威。
3月17日，安大略省倫敦美臣威老廣場停車場內，一輛特斯拉Model S被人縱火，事件中無人受傷。3月18日，加爾加里東南部再有一輛特斯拉遭焚毀。翌日（3月19日），一輛特斯拉賽博越野旅行車同樣在加爾加里被縱火焚燒。3月20日，哈密爾頓一間特斯拉經銷商有多達80輛車遭破壞，車身留有深刮痕，多個輪胎亦被刺穿。
在維多利亞，2月13日及3月31日分別有特斯拉遭破壞。根據警方統計，截至4月1日，溫哥華已錄得至少28宗針對特斯拉汽車、充電站或經銷商的蓄意破壞事件。4月3日，一名懷孕女子在駕駛其特斯拉時被人擲石襲擊，事件中受傷。

### 法國
2月23日，法國圖盧茲一間特斯拉經銷商外發生縱火事件，約12輛特斯拉被點燃，當中8輛全毀，另外4輛嚴重受損。
在聖沙蒙，多個特斯拉超級充電被人縱火。警方表示，兩個充電器被完全燒毀，其餘則受損。
自2024年9月至2025年4月，德塞夫勒省共發生約12宗特斯拉被縱火案件，顯示事態持續升級。

### 全球
3月29日凌晨約3時30分，德國奧特斯貝格一間特斯拉經銷商外有7輛特斯拉起火焚毀。當日正值「特斯拉下架」運動所號召的全球行動日。意大利羅馬一間特斯拉門市亦於同日發生火災，導致17輛特斯拉汽車損毀。
紐西蘭奧克蘭有數輛特斯拉遭人以噴漆塗污。在英國倫敦，一名「停止石油」環保組織成員向一間特斯拉門市內的機械人淋上橙色乳膠液，以示抗議。

## 反應

### 政府官員
美國總統當勞·特朗普在真實社交上發文表示，應把破壞特斯拉車輛的人送往薩爾瓦多的反恐怖主義監禁中心，該國正是美國近期遣返數百名非法移民的地點之一。他亦無提供證據地指稱「一些極左派政治人物」正資助這些破壞行動。
司法部長帕姆·邦迪則將這些針對特斯拉的破壞行為形容為「赤裸裸的國內恐怖主義」，並誓言嚴懲所有涉案人士，包括幕後協調及資助者。
特斯拉執行長伊隆·馬斯克則回應稱，破壞者應「別再發神經」，又形容特斯拉是一間「和平公司」，他認為這些行為背後涉及「心理疾病問題」，並暗示有人在幕後出錢操縱，發動這場暴力行動。馬斯克更將破壞事件定性為「跨性別暴力」，聲稱「跨性別人士使用暴力的可能性顯著較高」。
然而，執法部門與國內恐怖主義專家皆表示，目前尚無證據顯示這些破壞行動有明確組織或資金來源。
聯邦調查局於3月24日啟動專案小組展開調查。聯邦調查局長卡什·帕特爾稱此類攻擊屬於「國內恐怖主義」。美國外交關係協會反恐與國土安全資深研究員布魯斯·霍夫曼亦認同這一說法，指出：「這明顯屬於國內恐怖主義。若破壞行為帶有政治動機，便可被定義為恐怖主義。」

### 保險業界
因應特斯拉車輛遭破壞事件頻仍，保險公司警告將提高特斯拉保險費。相比全美汽車平均10%的保費增幅，特斯拉Model Y的保費自2024至2025年間上升了29%，Model 3則上升24%。僅在2025年首三個月，Model Y的平均保費上升了300美元，Model 3則增101美元。

### 其他
2025年3月，溫哥華國際車展以安全疑慮為由，將特斯拉從參展名單中剔除。
4月5日播出的《週六夜現場》在冷開場諷刺特斯拉遭破壞事件，由麥克·邁爾斯飾演的馬斯克認為破壞潮源於自身不受歡迎，並推出一輛「全自我破壞」的特斯拉，配備人工智能自動噴塗納粹符號與下體圖樣功能。馬斯克稍後在Twitter／X上回應稱：「這節目早就不好笑了。」